# Norrbomia scripta
Norrbomia scripta är en tvåvingeart som först beskrevs av Malloch 1915.  Norrbomia scripta ingår i släktet Norrbomia och familjen hoppflugor. Inga underarter finns listade i Catalogue of Life.